# 환온
환온(桓溫, 312년 ~ 373년)은 중국 오호십육국시대 동진의 명장, 권신, 정치가이다. 성한 정벌, 수차례의 북벌을 통한 군사적 성공을 거듭해 전권을 장악, 국가를 좌지우지하며 선양을 통해 황제의 자리까지 넘봤지만 주변의 저항으로 무산되었다.
자는 원자(元子), 시호는 선무공(宣武公)이다. 아버지는 환이(桓彝), 동생은 환운(桓雲), 환활(桓豁), 환비(桓祕), 환충(桓沖)이 있다. 후에 아들 환현(桓玄)이 동진 안제의 선양을 받아 환초를 건국, 선무제로 추존하였으나 유유에게 곧바로 진압당하였다.

## 생애

### 벼락 출세
초국(譙國) 용항(龍亢)출신으로 그의 가문은 화북지방에서 남하한 명문귀족이었다. 아버지 환이(桓彝)는 명제(明帝) 원년에 일어난 왕돈(王敦)의 난을 진압하는 큰 공을 세웠지만 곧이어 일어난 소준(蘇峻)의 난에서 전사했다. 아버지 환이의 목에 칼을 찔러넣은 자의 이름은 강번(江播)이라는 인물이었는데 3년후 그가 급살을 맞자, 당시 18세였던 환온은 조문을 빙자해 강씨 유족들의 집에 침입, 자식 3형제를 살해하고 아비의 원수를 갚았다. 환온은 당시 공신의 유복자면서 남강장공주(南康長公主)와 혼인한 황제의 사위였으므로 해당 사건은 불문에 붙여졌다. 343년에 낭야태수(琅邪太守), 서주자사(徐州刺史)로 벼슬에 나갔다.
345년, 유량(庾亮)의 동생 안서장군(安西將軍) 유익(庾翼)이 죽자 환온은 그의 후임으로 안서장군 겸 형주자사(荊州刺史)에 기용되어 무창(武昌)을 수비했다. 강대한 군사력을 거머쥔 실력자로 성장한 환온은 347년에 손성(孫盛) 대도독의 지휘를 받아 사천(四川)의 성한국(成漢國)을 멸망시키는 개가를 올렸다. 이 때의 공훈으로 정이대장군(征夷大將軍)으로 승차(陞差-임금이 벼슬을 높여줌)했다. 351년 음력 12月에는 북벌군을 독자적으로 결성, 무창에 집결만 시켰는데도, 그 위세에 놀란 염위국(冉魏國)의 서주자사(徐州刺史), 연주자사(兗州刺史), 예주목(豫州牧), 북형주자사(北荊州刺史)가 싸워보지도 않고 환온에게 차례차례 귀순했다. 또한 형설지공의 고사로 유명한 차윤(車胤)이 형주에 부임 중이었는데, 학문도 높고 백성들 사이에 명성 높은 그를 측근으로 등용함으로써 대권을 위한 정치적 입지를 다졌다.
파죽지세로 불어나는 환온의 힘에 위기감을 느낀 회계왕(會稽王) 사마도자(司馬道子) 가 환온의 죽마고우인 은호(殷浩)를 등용, 북부군(北府軍-동진(東晉)이 북벌을 위해 창설한 군대) 대장에 추천하여 환온의 대항마로 삼았다. 352년 음력9월, 은호는 동진의 숙원이었던 북벌을 환온보다 먼저 상주(上奏)하여 허가를 받고 정식으로 군을 북쪽에 진군시켜 허창(許昌)까지 밀고 올라갔으나 부하가 적에 내통을 하여 후진(後秦)의 대장 요양(姚襄)에게 참패했다. 환온은 이 때를 놓치지 않고 패장 은호를 탄핵해 실각시켰다.

### 군권의 장악
환온은 후조(後趙)가 염민(冉閔) 때문에 혼란한 틈을 타 북벌을 결행했지만 354년 전진(前秦)의 정복엔 실패했다. 다만 356년에 4년 전 은호를 꺾었던 요양(姚襄)의 군세를 격파, 동진이 아직 서진(西晋)이던 시절 구(舊) 도읍인 낙양(洛陽) 수복까진 성공했다. 환온은 동진의 원래 도읍인 낙양 천도를 주장했지만 받아들여지지 않고 수비대만 남기는 것으로 결정났다. 당시 낙양은 동진의 변경에서 너무 가까웠고 그 근방의 치안이나 안전이 전혀 담보돼 있지 않았기 때문인데, 실상 환온 자신조차 천도가 받아들여질 것으로는 생각하지 않았다 한다. 단지 자신의 공적을 조정에 확인시키고 입지를 더욱 다지고자 협상 카드의 하나로 꺼냈을 뿐이다라고 생각되고 있다. 전진(前秦)을 재침공 때 군사전략가로써 명성을 떨쳤던 적장 왕맹(王猛)의 영입에 실패하는 등 결국 철수했다.
동진의 숙원이었던 북벌을 일부나마 실현시킨 환온은 그 공으로 대사마(大司馬) 겸 대도독중외제군사(都督中外諸軍事)에 올라 364년에 이미 갖고 있던 형주자사에서 양주자사(揚州刺史)로 전임됐고 369년에는 연주자사 겸 서주자사를 더해 장강(양쯔강) 하류의 모든 군세를 수중에 넣었다. 여기에 자신의 정예 군세인 서부군단을 합쳐 동진의 실권을 완전히 장악했다. 또한 친구이며 동진의 명문 귀족 유담(劉淡)이 가세했다.
동진은 화북 지방으로부터의 유민(流民)과 화중, 화남의 원주민이 섞여 건국된 나라였다. 그러나 동진으로 유입되는 유민의 숫자가 증가하면서 호구조사가 이뤄지지 않고 제대로 파악이 안돼 조세나 병역의 부과가 효과적으로 이뤄지지 않았다. 그래서 환온은 이에 대한 대책으로 현재 거주지를 중심으로 호구 조사를 실시하는데 이를 토단(土斷)이라 한다. 동진의 이후 약 100년 역사동안 토단은 약 아홉 차례 기록돼 있고 환온이 대사마 재직시 가장 거국적으로 실행됐다. 이를 바탕으로 동진의 국력은 엄청나게 확대될 수 있었다.

### 만년(晩年)
그후 화북 지방에선 전연(前燕)이 세력을 확대하여 365년에 낙양을 뺏겼다. 369년에 환온은 이를 만회하기 위해 북벌을 감행하지만 전연(前燕) 모용(慕容) 황제에게 대패한다. 여기서 실추된 권위를 회복하기 위해 371년에 황제를 폐위하고 간문제(簡文帝)를 옹립하지만 새로 세운 황제가 얼마버티지 못하고 이듬해 병사했다. 간문제(簡文帝)의 임종을 맞아 환온은 자신이 황제가 되려고 계략을 꾸미지만, 사안(謝安), 왕담지가 이를 간파하고 환온에게 당시 황태자였던 효무제(孝武帝)의 섭정이 되어달라고 선수를 친다. 
사안(謝安)이 환온에게 보낸 서간(書簡)에는 '대사마(大司馬)께서 제갈무후(諸葛武侯)가 되어 주십시오'라고 했다한다. 제갈무후(諸葛武侯)란 유비(劉備)의 아들 유선(劉禪)의 섭정이었지만 결코 황위를 뺏지는 않았던 제갈량을 말하는 것이었다. 그럼에도 불구하고 환온은 계획을 계속 진행시킨다. 환온은 조정에 명하길 자신에게 '구석(九錫)의 예(禮)'를 허하라고 요구했다. 사안(謝安)은 어떻게든 이를 지연시켜보려고 애를 썼고 환온은 373년에 의문의 죽음을 당한다. 그 후 사안(謝安)이 상서복야(尙書僕射)에 올라 정권을 거머쥐었다.
사후 아들인 환현이 공제에게 양위받아 환초를 건국하자 선무제(宣武帝)로 추존되었다. 본래 새 왕조를 개창한 건국군주는 3대조 이상을 추존해야 하는데 환현이 황고인 환온만을 추존하니 여러 신하가 예의에 의문을 제기하였고, 산기상시 서광이 칠묘를 세울 것을 건의하였다.
그러자 환현이 증조부 대(代) 이상은 별 다른 명위(名位)가 없음을 이유로 배향하는 것을 거부했고 왕망이 구묘(九廟)나 배향한 전례를 비웃으며 환온을 태조(太祖)로 간주한 후, 일묘(一廟)만을 설치하여 2일만 제사를 지냈다.

## 환온(桓溫)이 관련된 고사성어
- 죽마고우(竹馬故友)란 고사성어는 환온이 은호(殷浩)를 실각시키던 그 날 "은호와 나는 소꿉친구로 죽말(竹馬)을 타며 노는 사이었지만 항상 그 녀석은 내가 타다버린 죽말을 주워서 노는 처지였지[13]."라고 말했던 데서 유래했다 한다. 지금 우리가 쓰는 죽마고우란 말은 사이가 좋은 어린시절 친구란 뜻만 가지지만, 원래는 어디까지나 골목대장과 부하같은 상하관계(上下關係)의 의미를 포함하는 말이었다고 한다. 또한 죽마(竹馬)는 지금 우리가 흔히 아는 죽마가 아닌 단순히 잘린 대나무나 빗자루를 가랑이 사이에 끼고 뛰어다니던 것을 '죽마를 탄다'고 했다한다.
- 애(내장)를 끊는다란 뜻의 '단장(斷腸)'이란 말은 환온이 성한(成漢)을 정벌하러 촉(蜀)에 들어갈 때의 일에서 유래했다. 환온의 부하 하나가 새끼 원숭이를 잡아 애완용으로 데려가고 있었는데 어미 원숭이가 백리를 울며 멀찍이 따라오다가 제 풀에 지쳐 죽었길래 배를 갈라보니 내장이 전부 끊어져 있었다. 보고를 받은 환온이 크게 화를 내며 해당 병사를 파면하고 벌을 줬는데 이를 기록한 세설신어(世說新語)[14]의 '단장(斷腸)'이란 구절에서 현재의 '애를 끊는다'는 표현이 유래됐다고 한다[15].
- 진서(晋書) 환온전(桓温伝)에 '후세에 처음의 꽃같은 이름을 남기지 못하고, 악취가 만권의 책에 실어도 모자르네'라는 표현이 처음 등장하는데 후일 자치통감(資治通鑑)이나 십팔사략(十八史略)에 나온 '유방백세(流芳百世) 유취만년(遺臭萬年)-아름다운 이름은 백년을 가고 더러운 오명(汚名)은 만년을 간다'라는 표현은 환온전(桓温伝)의 구절을 원용한 것이다라는 주장도 있다.

## 참고 문헌
- 이나미 리츠코(井波律子) '배신자들의 중국사(裏切り者の中国史)' 코우단샤(講談社) 1997년 초판 발행
- 미사키 요시아키(三崎良章) '오호십육국: 중국사에 나타난 민족대이동(五胡十六国 中国史上の民族大移動)' 토호센쇼(東方選書) 2002년 초판 발행